# Tömegszázalék
A tömegszázalék megmutatja, hogy 100 gramm tömegű oldatban hány gramm oldott anyag van, tehát az oldat tömegének hány százaléka az oldott anyag tömege. Elsősorban kémiában használt fogalom, a koncentráció (összetételi arány) egyik kifejezési formája.

## Képlet
tömegszázalék = 100 * oldott anyag tömege / oldat tömege
Tömegszázalékként így megkapjuk, hogy hány százaléka az oldatnak az oldott anyag.
Ebből következően ha ismerjük a tömegszázalékot és az oldat tömegét, ki tudjuk számítani az oldott anyag tömegét:
oldott anyag tömege = oldat tömege szorozva a tömegszázalékkal / 100
Ha ismerjük a tömegszázalékot és az oldott anyag tömegét, ki tudjuk számítani az oldat tömegét:
oldat tömege = oldott anyag tömege * 100 / tömegszázalék

## Külső hivatkozások
- Oldatok töménysége